# Elizabeth Kabanda
Elizbeth Kibula Kabanda là một luật sư và thẩm phán người Uganda, là một Tư pháp của Tòa án Tối cao Uganda, kể từ năm 2013. Trước đó, bà từng là Phó Phòng Đăng ký phụ trách Bộ phận Hình sự của Tòa án Tối cao.

## Bối cảnh và giáo dục
Bà được nhận vào Đại học Makerere, trường đại học công lập lâu đời nhất và lớn nhất của Uganda, để học luật, tốt nghiệp với bằng Cử nhân Luật. Bà cũng có bằng Diploma về Thực hành Pháp lý, được lấy từ Trung tâm Phát triển Luật, ở Kampala. Bà là một chuyên gia pháp lý đã đăng ký ở Uganda và là thành viên của Uganda Bar.

## Nghề nghiệp
Khi bà được bổ nhiệm vào Tòa án Tối cao, bà được giao cho Bộ phận Đất đai. Năm 2015, bà được chuyển từ Bộ phận Đất đai đến Bộ phận Hình sự.
Vào năm 2016, Justice Kabanda được bổ nhiệm vào Mpigi Circuit mới được thành lập, trên cơ sở người quản lý văn phòng định kỳ. Bà cũng tạm thời phục vụ trong Mubende Circuit vào năm 2016 và đầu năm 2017.
Một trong những trường hợp mà bà đã chủ trì, bao gồm trường hợp của Nhà nước vs Stella Nyanzi, nơi chính phủ cáo buộc Stella Nyanzi với hai tội danh Quấy rối và tấn công mạng trái ngược với Đạo luật lạm dụng máy tính năm 2011.

## Bê bối
Vào tháng 3 năm 2017, Tổng Thanh tra Chính phủ (IGG), đã tiến hành một cuộc điều tra chống lại Công lý Elizabeth Kabanda, sau những khiếu nại chống lại bà, do hai người trước đây dưới sự giám sát của bà. Cựu tài xế của bà, Matiya Akantorana, và cựu vệ sĩ của bà, Jimmy Eyou, đã kiến nghị IGG, tuyên bố rằng thẩm phán đã nhận được trợ cấp đi lại từ nhân viên kế toán của tư pháp nhưng đã không chuyển số tiền đó cho người khiếu nại.